# JonBenét Ramsey
JonBenét Patricia Ramsey (* 6. August 1990 in Atlanta, Georgia, Vereinigte Staaten; † 25. Dezember 1996 in Boulder, Colorado, Vereinigte Staaten) war eine US-amerikanische Kinder-Schönheitskönigin, die bekannt wurde, als sie im Alter von sechs Jahren ermordet aufgefunden wurde.

## Leben

### Herkunft
JonBenét Ramsey war die Tochter von John Bennett Ramsey (* 1943) und Patricia „Patsy“ Ann Paugh Ramsey (1956–2006). JonBenéts erster Vorname wurde von den Vornamen ihres Vaters abgeleitet, der zweite kommt von ihrer Mutter.

### Teilnahme an Schönheitswettbewerben
Sie errang zahlreiche Titel in Kinder-Schönheitswettbewerben. Unter anderem gewann sie die Titel „Little Miss Christmas“, „All Stars Kid Cover Girl“, „Little Royale Miss“, „Little Miss Colorado“ und „Little Miss Sunburst“. Zu ihren Markenzeichen gehörten ihr Klimpern mit violett angemalten Wimpern und das Lied I Wanna Be a Cowboy’s Sweetheart, mit dem sie häufig auftrat.

### Ermordung und Beisetzung

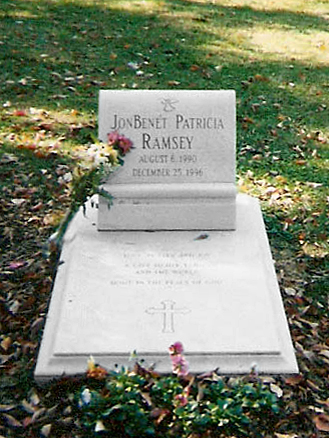
Grab von JonBenét Ramsey in Marietta, Georgia

Patsy Ramsey fand am Morgen des 26. Dezember 1996 im Treppenhaus ihres Einfamilienhauses einen Erpresserbrief, in dem stand, JonBenét Ramsey sei entführt worden und werde nur gegen ein Lösegeld von 118.000 US-Dollar wieder freigelassen oder andernfalls ermordet. Die Polizei dürfe nicht gerufen werden. Während die trotz der in dem Brief stehenden Anweisungen herbeigerufene Polizei im Haus der Ramseys auf den angekündigten Anruf der vermeintlichen Entführer wartete, durchsuchten die Ramseys das Gebäude. John Ramsey fand seine Tochter ermordet im Keller; der erwartete Anruf blieb aus. Die Höhe des Lösegeldes stimmte fast genau mit der Höhe der Bonuszahlung überein, die John kürzlich erhalten hatte. Ermittler vermuteten aber auch, dass dies eine Bezugnahme auf Psalm 118 sein könnte.
Die offizielle Ursache für ihren Tod war „Asphyxie durch Strangulation, verbunden mit einem Schädel-Hirn-Trauma“.
JonBenét Ramsey wurde auf dem St. James Episcopal Cemetery in Marietta begraben. JonBenéts Mutter Patsy Ramsey starb am 24. Juni 2006 an Krebs und wurde neben ihrer Tochter beigesetzt.

## Ermittlungen im Mordfall
Die US-amerikanische Presse bezichtigte JonBenét Ramseys Eltern der Tat, da zu ihrem Haus nur Fußspuren hinein, aber keine hinaus führten, wie man dank des Schnees erkennen konnte. Dabei wurde in der Berichterstattung der meisten Zeitungen nicht erwähnt, dass auf der Rückseite des Hauses kein Schnee lag und dass der Bediensteteneingang beim Eintreffen der Polizei offen stand. Auch die DNA-Spuren, die bei der Leiche gefunden wurden, sowie die Schriftproben des im Haus gefundenen Erpresserbriefes (JonBenét sollte möglicherweise ursprünglich entführt oder eine Entführung hinterher vorgetäuscht werden) passten zu keinem Mitglied der Familie Ramsey, allerdings konnte Patsy Ramsey als Einzige nicht mit Sicherheit ausgeschlossen werden.
Am 16. August 2006 wurde in Bangkok der aus der Nähe von Atlanta stammende und wegen Besitzes von Kinderpornografie mehrfach vorbestrafte ehemalige Lehrer John Mark Karr verhaftet, der gestand, den  Mord begangen zu haben. Dieses Geständnis wurde jedoch bald in Zweifel gezogen, da sich einige Details seiner Aussage nicht mit den polizeilichen Untersuchungsergebnissen oder den gerichtsmedizinischen Obduktionsergebnissen zu decken schienen. Auch behauptete Karrs Exfrau in Interviews, er sei zur Tatzeit bei ihr in Alabama und nicht in Colorado gewesen. Am 28. August 2006 wurde die Anklage gegen Karr fallengelassen, da seine DNA nicht mit DNA-Spuren am Mordopfer übereinstimmte.
Am 10. Juli 2008 erklärte die US-Justiz den Verdacht gegen die Familie des Opfers für haltlos. In einem veröffentlichten Brief entschuldigte sich die Staatsanwältin von Boulder County im US-Bundesstaat Colorado Mary Lacy bei der Familie für die Anschuldigungen. DNA-Untersuchungen hätten die Unschuld der Angehörigen des Mädchens erwiesen. Unabhängige DNA-Experten ziehen die Bedeutung dieser DNA-Spur jedoch erheblich in Zweifel, insbesondere als Entlastungsbeweis für Familienangehörige.
Am 3. Februar 2009 wurde der Fall vom Boulder Police Department wieder eröffnet und im Jahr 2015 wieder geschlossen.

## Rezeption
JonBenéts Leben wurde mehrere Male verfilmt, unter anderem mit Dyanne Iandoli und Julia Granstrom in den Hauptrollen. Ihre Ermordung diente als Vorlage für viele Romane und Dokumentarfilme und gilt heute als einer der meistdiskutierten und rätselhaftesten ungeklärten Mordfälle der Vereinigten Staaten. Zum Fall wurden zahlreiche Bücher geschrieben, so dass er in die amerikanische Populärkultur einging. 